# Verlorene Kulmke
Die Verlorene Kulmke ist ein 2,8 km langer Nebenfluss der Kleinen Kulmke, nordnordöstlich von Sieber im Landkreis Göttingen in Niedersachsen. Sie entspringt auf 740 m Höhe auf dem Acker und fließt dann zunächst in südliche Richtung bis zum Höhenpunkt 467 m, wo die Schwarze Kulmke einmündet, von der die Verlorene Kulmke bisher durch den Bergrücken Verlorene Ecke getrennt war. Danach fließt sie weiter in südöstliche Richtung, um nach 2,8 km auf einer Höhe von 428 m in die Kleine Kulmke zu münden. Das Tal der Verlorenen Kulmke gehört teilweise zum Naturschutzgebiet „Siebertal“.